# Dawdon
Dawdon – wieś w Anglii, w hrabstwie Durham. Leży 17 km na wschód od miasta Durham i 378 km na północ od Londynu. W 2001 miejscowość liczyła 4187 mieszkańców.